# Protosinaitische Schrift
Die protosinaitische Schrift (auch proto-kanaanäische Schrift oder bildhaft-kanaanäische Alphabetschrift) ist vermutlich ein Vorläufer der phönizischen Konsonantenschrift.

## Historische Zusammenhänge
Mit der Entdeckung der Wadi-el-Hol-Inschriften, in der Nähe des Nils unweit von Luxor, ergeben sich Hinweise darauf, dass die protosinaitische Schrift aus dem alten Ägypten stammt. Die Entwicklung der protosinaitischen Schrift und der verschiedenen proto-kanaanitischen Schriften während der Bronzezeit basiert aber nur auf lückenhaften epigraphischen Beweisen. Erst mit dem Zusammenbruch der Bronzezeit und dem Aufstieg neuer semitischer Königreiche in der Levante wird die proto-kanaanitische Schrift eindeutig belegt (Byblos-Inschriften 10.–8. Jahrhundert v. Chr., Khirbet-Qeiyafa-Inschrift ca. 10. Jahrhundert v. Chr.).

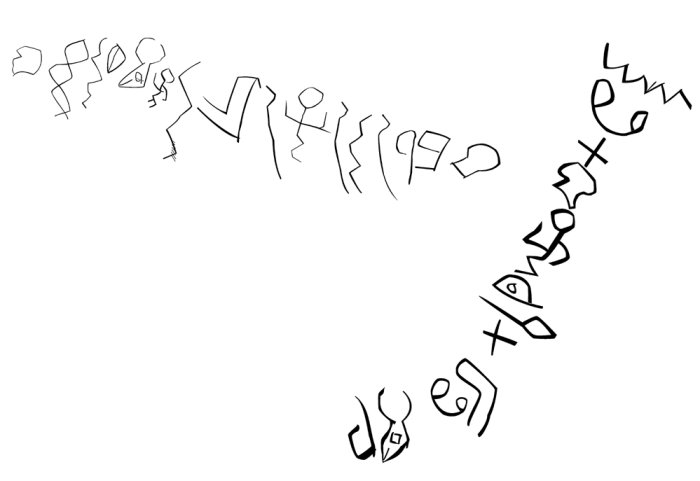
Reste von Zeichen der beiden Wadi-el-Hol-Inschriften

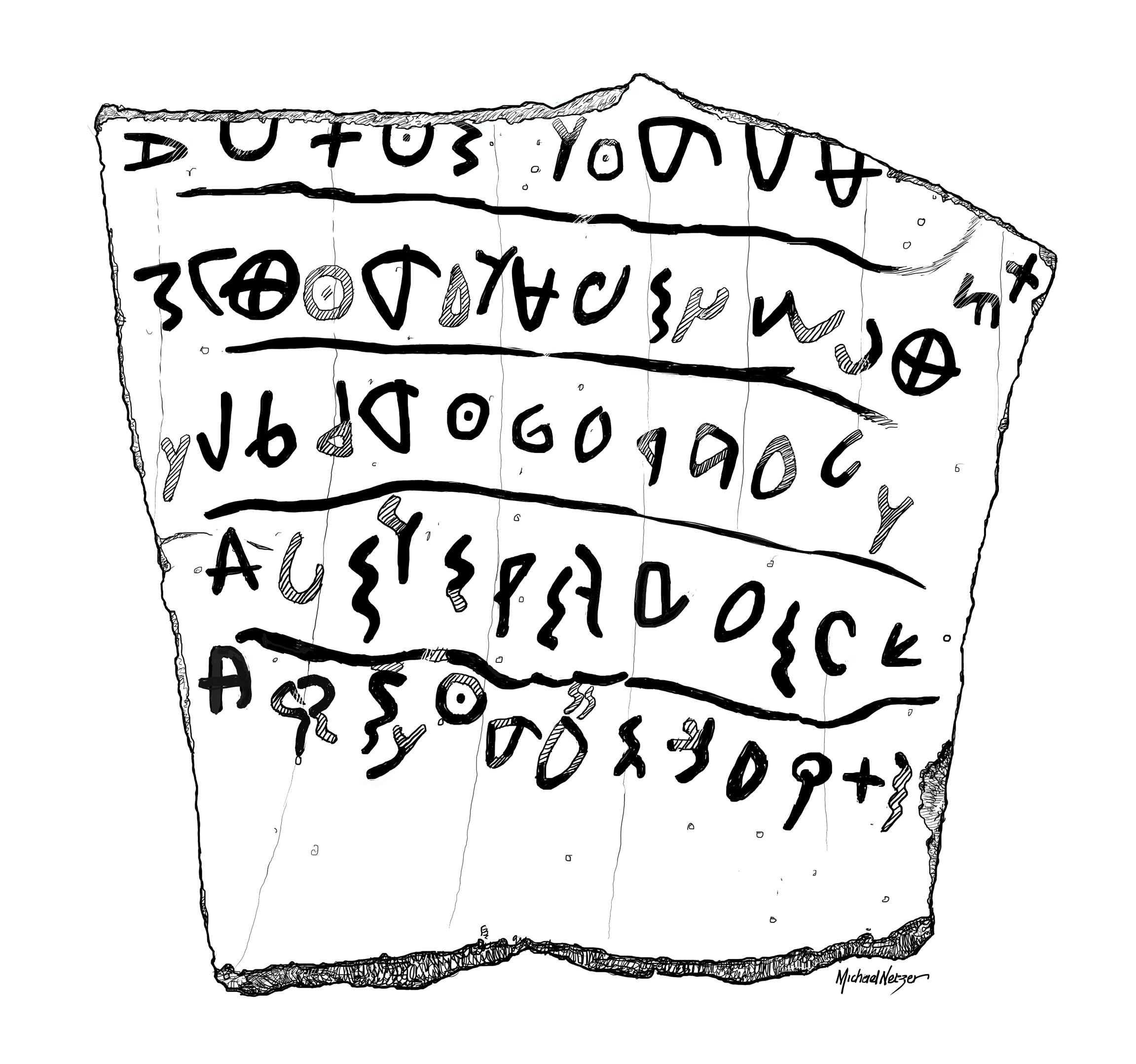
Eine graphische Wiedergabe des Khirbet-Qeiyafa-Ostrakons von Michael Netzer, basierend auf Fotografien der Tonscherbe des Khirbet-Qeiyafa-Projekts an der Hebräischen Universität Jerusalem

Die von kanaanitischen Wanderarbeitern entwickelten schlichten Schriftzeichen aus der Fundstätte Serabit el-Chadim sind somit die frühesten Dokumente einer Alphabetschrift mit 22–24 Buchstaben. Aus ihr entwickelte sich die phönizische Schrift, von der die hebräische, die griechische, die lateinische, die arabische und die kyrillische Schrift abgeleitet sind. Es wird auf Grundlage dieser Funde angenommen, dass die Alphabetschrift im 19. Jahrhundert v. Chr. als Übertragung der komplizierten ägyptischen Hieroglyphen in einfache kanaanäische Lautzeichen entstand. Die Schrift wird zur Unterscheidung von der jüngeren sogenannten Sinaischrift protosinaitisch genannt. Verwandte Schriftzeichen sind nordwestlich von Luxor im Wadi el-Hol gefunden worden und werden als Wadi-el-Hol-Schrift bezeichnet.

## Entdeckung
1905 entdeckte der britische Ägyptologe Flinders Petrie in den altägyptischen Minenstätten Serabit el-Chadim, Wadi Maghara und Bir Nasib Inschriften in einer noch unbekannten Schrift, darunter eine kleine Sphinx-Gestalt mit Hieroglyphen und darunter wiederum für ihn damals unbekannte Zeichen. Petrie vermutete, dass es sich um eine Alphabetschrift handelt. 1915 gelang dem britischen Ägyptologen Alan Gardiner die Entzifferung der Schriftzeichen.
Insgesamt ist die Schrift in einem kleinen Korpus von Inschriften belegt, die in Serabit el-Chadim auf der Sinai-Halbinsel aus der mittleren Bronzezeit (2100 bis 1500 v. Chr.) stammten.

## Einfluss auf andere Alphabete
Das aus der protosinaitischen Schrift hervorgegangene phönizische Alphabet ist die Grundlage des aramäischen, des hebräischen und des griechischen Alphabets. Auch die ugaritische Schrift geht wahrscheinlich dem Konzept nach auf diese Schrift zurück. Aus der aramäischen Schrift sind die verschiedenen indischen Schriften und die arabische Schrift hervorgegangen. Das griechische Alphabet entstand aus dem phönizischen Alphabet und war die Grundlage des lateinischen sowie des kyrillischen Alphabets. Der überwiegende Teil der heute verwendeten Alphabete geht also auf die protosinaitische Schrift zurück. Die ältesten archäologischen Funde des phönizischen Alphabets datieren um 1100 v. Chr.

## Zeichenkodierung
Mit Stand Anfang 2020 liegt dem Unicode-Konsortium ein Diskussionspapier zur Zeichenkodierung in Unicode vor, in dem diverse Fragen behandelt werden, die vor einer tatsächlichen Aufnahme der Schrift in Unicode noch geklärt werden müssten.

## Umfang
| F1 |

| F1 |

| O1 |

| O1 |

| T14 |

| T14 |

| K1 |

| K1 |

| K2 |

| K2 |

| A28 |

| A28 |

| G43 |

| G43 |

| N34 |

| N34 |

| Z4 |

| Z4 |

| O6 |

| O6 |

| N24 |

| N24 |

| V28 |

| V28 |

| F35 |

| F35 |

| D36 |

| D36 |

| D46 |

| D46 |

| U20 |

| U20 |

| N35 |

| N35 |

| I10 |

| I10 |

| R11 |

| R11 |

| D4 |

| D4 |

| D21 |

| D21 |

| M22 |

| M22 |

| O34 |

| O34 |

| D1 |

| D1 |

| D19 |

| D19 |

| N6 |

| N6 |

| M39 |

| M39 |

| M40 |

| M40 |

| M41 |

| M41 |

| Z9 |

| Z9 |